# ミセス・ヴァンデビルト
「ミセス・ヴァンデビルト」（Mrs Vandebilt）は、1973年にポール・マッカートニー&ウイングス（Paul McCartney & Wings）が発表した楽曲、及び同曲を収録したシングル。アルバム『バンド・オン・ザ・ラン』の4曲目に収録。1974年1月、ヨーロッパとオーストラリアでのみシングル・カットされた。

## 解説
この曲はナイジェリアのラゴスでのアルバムセッションで録音された。セッション中に豪雨のためスタジオが停電に見舞われたが、録音は発電機を回して続行された。後にロンドンで追加のオーバーダブが行われた。 
冒頭の早口言葉はイギリスのコメディアン、チャーリー・チェスターのキャッチフレーズ "Down in the jungle living in a tent, better than a bungalow, no rent"(ジャングルの中でテント暮らしさ、家賃無いだけバンガローよりまし) を引用している。また最後の笑い声もチェスターのショウでの観客の笑いを模している。
本曲の随所に顔を出す "Ho Hey Ho！"のコーラスは、同じ『バンド・オン・ザ・ラン』の「ピカソの遺言」のエンディングでも登場する。

## 収録曲
| #         | タイトル                                    | 作詞・作曲                                    | 時間 |
| --------- | ------------------------------------------- | --------------------------------------------- | ---- |
| 1.        | 「ミセス・ヴァンデビルト」( Mrs. Vandebilt) | ポール・マッカートニー リンダ・マッカートニー | 4:42 |
| 2.        | 「ブルーバード」(Bluebird)                  | ポール・マッカートニー リンダ・マッカートニー | 3:24 |
| 合計時間: | 合計時間:                                   | 合計時間:                                     | 8:06 |

## 演奏者
- ポール・マッカートニー - リード・ボーカル、ベースギター、リードギター、ドラムス、ピアノ
- リンダ・マッカートニー - バッキング・ボーカル、キーボード
- デニー・レイン - リードギター、アコースティック・ギター、バッキング・ボーカル
- ハウイー・ケイシー - サクソフォーン